# Gene O’Quin
Gene O’Quin (* 9. September 1932 in Dallas, Texas; † 1978 bei Dallas) war ein US-amerikanischer Country-Musiker und Songwriter der frühen 1950er-Jahre. Viele von O'Quins Werken sind typische Country Boogies.

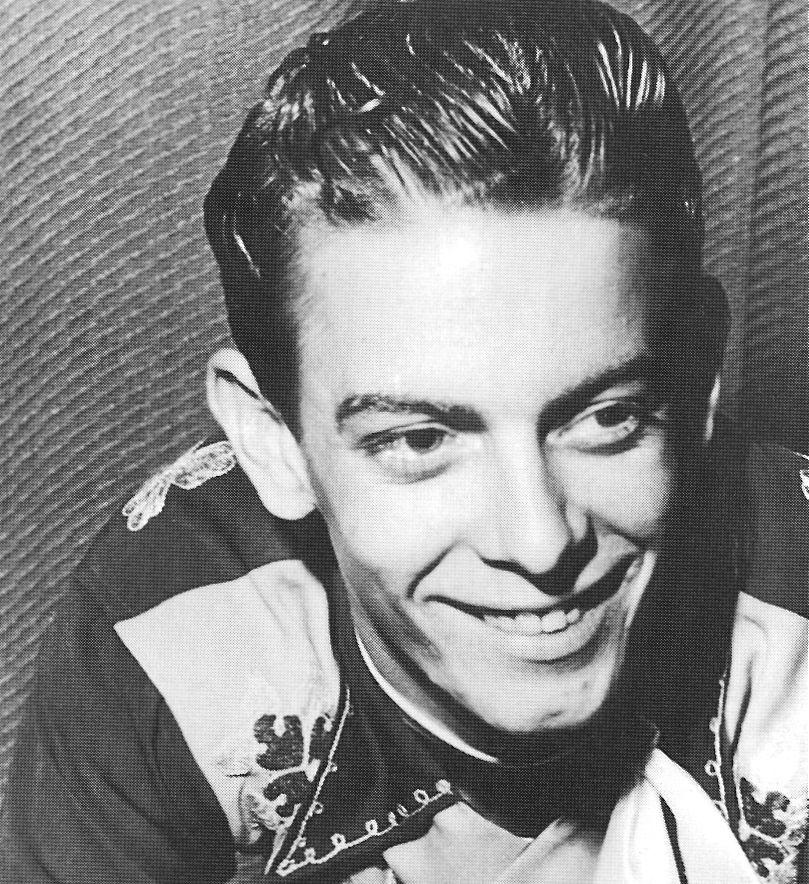
Gene O’Quin publicity picture

## Karriere
Gene O’Quin begann im Jahre 1950 seine Musikerkarriere. Im Alter von 15 Jahren erhielt er einen Schallplattenvertrag beim Capitol-Label.
Genes nasale Stimme, die Steelguitar-Riffs von Speedy West und die musikalischen Arrangements von Cliffie Stone kamen bei der amerikanischen Jugend gut an.  Seine erfolgreichste Aufnahme, Boogie Woogie Fever, erschien im Frühjahr 1951 auch in Deutschland auf Telefunken-Capitol, wurde jedoch kaum beachtet. In den USA schlossen weitere Aufnahmen an, u. a. 1953 Pin Ball Millionaire und 1954 Mobilin’ Baby Of Mine, welche in den C&W-Charts oft vertreten waren.
Im Jahre 1978 starb Gene O’Quin an den Folgen eines schweren Autounfalls.